# マリーア・フランチェスカ・ディ・サヴォイア
マリーア・フランチェスカ・ディ・サヴォイア（イタリア語: Maria Francesca di Savoia, 1914年12月26日 - 2001年12月7日）は、イタリア王ヴィットーリオ・エマヌエーレ3世とその王妃でモンテネグロ王ニコラ1世の娘であるエレナの間の四女、末娘。

## 生涯
1914年12月26日、ローマで両親の5番目の子として生まれる。マリーア・フランチェスカ・アンナ・ロマーナ（Maria Francesca Anna Romana）と名付けられた。きょうだいにはヨランダ＝マルゲリータ・マファルダ・ジョヴァンナの3人の姉と、兄のウンベルトがいる。

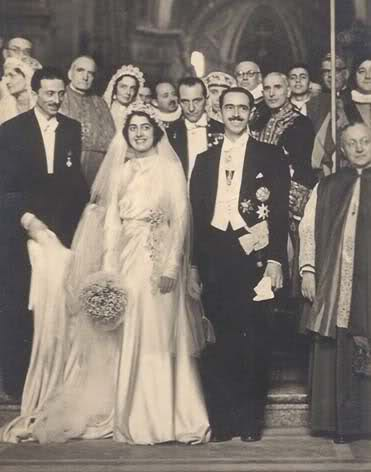
結婚後でのマリーア・フランチェスカとルイジ

1939年1月23日、ローマのクイリナーレ宮殿においてパルマ公ロベルト1世と後妻のマリーア・アントーニア・デル・ポルトガッロ夫妻の息子の1人で、最後のオーストリア皇后ツィタの同母弟であるルイジ（ルイ）と結婚した。
結婚後はカンヌに移り住み、夫との間に4人の子女をもうけた。子供たちは全員カンヌで誕生している。第二次世界大戦中はナチスによって夫と年長の子ども2人と共に抑留された。1945年、連合軍に解放されるとイタリアに帰り、戦後はしばらくイタリアで暮らした後フランスに戻った。1967年に夫が没した後はカンヌ近郊のマンドリュー＝ラ＝ナプールに永住した。

## 子女
（名前はフランス語表記で示す）。
- ギー・シクスト・ルイ・ロベール・ヴィクトル（1940年 - 1991年）
- レミ・フランソワ・グザヴィエ・ルイ・ロベール・ヴィクトル（1942年 - ）
- シャンタル・マリー・エレーヌ・シャルロット（1946年 - ）
- ジャン・ベルナール・レミ（1961年 - ）